# Nick Carter (wielrenner)
Thomas Russell (Nick) Carter (Nelson, 5 september 1924 - 23 november 2003) was een Nieuw-Zeelands wielrenner. Hij werd zowel in 1945, 1946, 1947 en 1949 nationaal kampioen in de wegwedstrijd. Hij won de zilveren medaille in de wegwedstrijd tijdens de British Empire Games (de latere Gemenebestspelen) in 1950 in Auckland. Carter deed ook mee aan de wegwedstrijd tijdens de Olympische Zomerspelen in 1948 waarbij hij de finish niet haalde.